# Вольное (Добропольский район)
Вольное (укр. Вільне) — село на Украине, находится в Добропольском районе Донецкой области.
Код КОАТУУ — 1422085005. Население по переписи 2001 года составляет 71 человек. Почтовый индекс — 85030. Телефонный код — 6277.

## Адрес местного совета
85053, Донецкая область, Добропольский р-н, с. Никаноровка, ул.Мира, 1, 9-61-41